# Rana sakuraii
Rana sakuraii är en groddjursart som beskrevs av Matsui 1990. Rana sakuraii ingår i släktet Rana och familjen egentliga grodor. IUCN kategoriserar arten globalt som livskraftig. Inga underarter finns listade i Catalogue of Life.